# نصوص هندوسية
هناك نوعان من النصوص الهندوسية: النصوص الهندوسية الدينية والنصوص الهندوسية الكلاسيكية. عادةً ما تُقسم النصوص الهندوسية الأدبية إلى فرعين رئيسين: شروتي (المُبين) وسمريتي (المحفوظ). تسن الفيدا تشريعات شروتي والتي تُعتبر موحاة من الآلهة ولذلك فهي كُتب مُقدسة. بالإضافة إلى النصوص اللاحقة للفيدا كالشاسترا، الشعر الهندي الملحمي والبوراناس. إن كُل نصوص الشروتي قد كُتبت في الأصل باللغة السنسكريتية.
يوجد أربعة كُتب للفيدا (الريجفيدا، السامافيدا، الياجورفيدا والأتهارفافيدا) وكل فيدا تحوي أربعة أنواع من النصوص مُرتبطة معها: سامهيتا (فيدا خاص)، براهمانا، الأوبانيشاد والأرنياكا. غالباً مايكون هُنالك أكثر من "شاكها" (مُراجعة) لكُل سامهيتا. مثلاً، يوجد للياجورفيدا مُراجعتين: شاكلا ياجورفيدا وكريشنا ياجورفيدا. وفي بعض الأحيان، يكون هُناك مزجاً بين أنواع النصوص المُرتبطة بالفيدا، فمثلاً في كريشنا ياجورفيدا تتخلل السامهيتا المُرتبطة بها ببعض من مقاطع البراهمانا.

## الفيدا

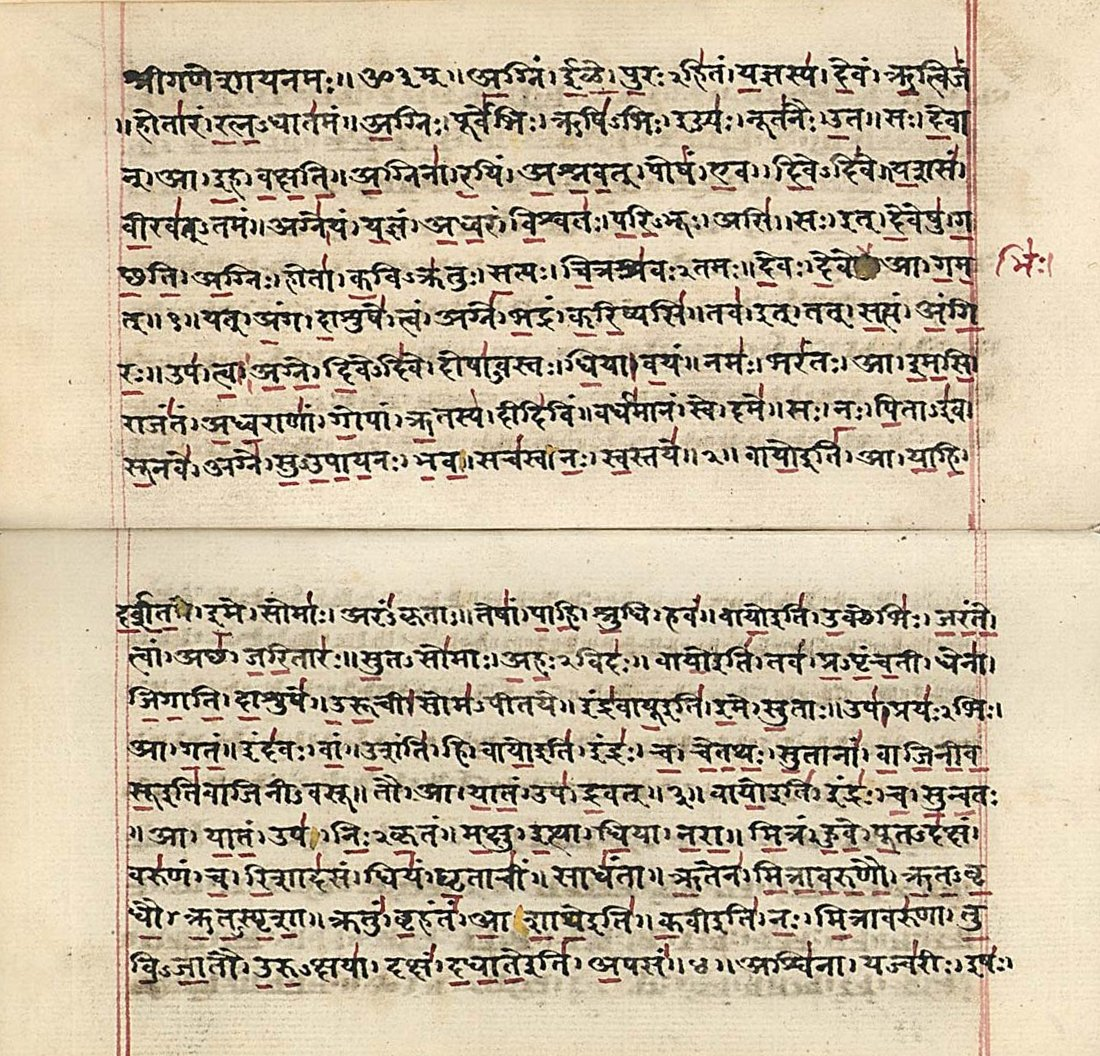
مخطوطة ريجفدا مكتوبة بالنظام الديوناكري.

تُعتبر الفيدا أقدم شكل من أشكال الأدب السنسكريتي. كما أنها أقدم نص مُقدس في الديانة الهندوسية.
بحسب الريجفدا، فإن تعويذات الفيدا قد أُلفت من قبل عرافون وكهنة متعددون ممن شوهدوا في عمليات تأمل هندوسية عميقة. ومع ذلك، التقاليد مابعد الفيدا، تؤمن بأن الفيدا ليست من تأليف الإنسان وإنما هي موحاة من الآلهة، ولذلك تُسمى بالشروتي وتعني: ماقد سُمع أو كُشف. عادة ماتُرتل مقاطع من هذه التعويذات في الاحتفالات والمناسبات الدينية كصلوات للآلهة.
أخذت الطوائف والفلسفات الدينية التي تأسست في شبه القارة الهندية من الفيدا مواقف عديدة. بعض الفلسفات تعتبر الفيدا جزء من سلطتها الدينية وتؤمن بقُدسيتها، وتُدعى هذه الطوائف بِـ«أورثوذوكس» أو «آستيكا». وبعض الفلسفات الهندية الأُخرى كالبوذية والجانية، لم تقبل بالسطة الفيدوية (ولكنها لا تُنكر أو تُلحد بوجود الفيدا) ويُطلق على هذه المجموعات الدينية اسم «بِدَعية» أو «هيترودوكس» أو «اللافيدية» أو «ناستيكا».
الكتب الأربعة للفيدا هي: الريجفدا، السامافيدا، الياجورفيدا والآتارفافيدا. ويُقسم كل كتاب إلى أجزاء عديدة جداً، لذلك تُلقب أحياناً بالمُجلدات. وكُل فيدا تختص أساساً بقسم مُعيّن.
1. الريجفدا، وتحوي تراتيل شعرية (مانترا) موجهة إلى الآلهة بالإضافة إلى الكثير من الأساطير وممارسة الطقوس القديمة الأكثر فيدية.
2. السامافيدا، والتي تحوي تقريباً فقط على مانترا من الريجفيدا والمُرتبة بتسلسل ليتم استخدامها للغناء عند تقديم القرابين للآلهة.
3. الياجورفيدا، تحتوي على مانترا نثرية ومقاطع مأخوذة من الريجفيدا والتي تُستعمل في الطقوس الدينية، بالإضافة إلي قسم نثري مُفصل عن أداء القرابين.
4. الآتارفافيدا، تضم التعويذات ضد الأعداء، السحرة والأمراض وأيضاً طرق التكفير من الأخطاء التي اُرتكبت خلال طقوس تقديم القرابين، وكذلك تعاليم التعامل مع الشعائر الأُسرية وحقوق الملكيات.[8]

في العادة، تُقسم كل فيدا من الأربع فيدات إلى أقسام عِدة، أهمها:
1. قسم المانترا (تُدعى أيضاً سامهيتا (संहिता))، والتي هي عبارة عن مجموعة من التراتيل الشعرية والتغني النثري لاستخدامها في التضحيات والقرابين الفيدية.
2. قسم براهمانا (ब्राह्मण)، (وينبغي عدم خلطها مع روح براهمان أو الطائفة البرهمنية)، ويحتوي على شرح بعض المانترا وكذلك التعليقات النثرية لشرح وتفاسير معاني التراتيل والطقوس الدينية.

تعُتبر البراهمانا الكُتيبات الطقوسية فيما يتعلق بالسامهيتا. ويمكن تقسيم البراهمانا إلى الأوبانيشاد (आरण्यक) والأرنياكا (उपनिषद्)، والتي تحتوي بشكل رئيس على نصوص فلسفية وميتافيزيقية حول علم الكون الهندوسي (الآلهة والكون)، كما أنها تتحدث عن علاقة الروح الإنسانية (آتمان) وروح البراهمان. يُشار إلى الأوبانيشاد مُجتمعة بالفيدانتا («نهاية الفيدا»)، ليس فقط لأنها تظهر فعلياً في الأقسام الختامية لكل فيدا، ولكن أيضا بسبب النظرة إلى تعاليمها باعتبارها تتويجاً لجميع المعارف الفيدية الأُخرى.

## الأوبانيشاد
المعني الحرفي للأوبانيشاد: «الجلوس بالقرب أو فرض الحصار من قبل المُعلم» للحصول على المعرفة. وهي جزء من الشروتي والتي تهتم بشكل أساسي بالفلسفة البدائية للديانة الهندوسية، كما أنها تحوي مُناقشات مُعاصرة عديدة بين الكهنة والحكماء. يوجد أكثر من 200 نص للأوبانيشاد، ولكن فقط 13 منها تُعتبر أساسية.

## النصوص الهندوسية مابعد الفيدا
تُدعى النصوص التي ظهرت بعد الفيدا بالسمريتي. تضم السمريتي غالباً الشعر الهندي الملحمي (كـَ «رامايانا» و«مهابهاراتا»)، هاريفاماسا، وآغما.
دارماشاسترا (كتب القانون)، تعتبر تقليدياً جزء من سمريتي على الرغم من أنها مُشتقات من النصوص الفيدية السابقة. من وقت لآخر، كان يظهر مقدمي القانون (مثل مانو، ياجنافالكايا وبارشارا)، الذين جمعوا الأعراف والقوانين القائمة وضمنوا أنها متوافقة ومناسبة مع الروح الفيدوية وحياة الناس في الأوقات المُتغيرة. ومع ذلك، أَهمَلت مجموعات كثيرة من الهندوس الدارماشاسترا، خصوصاً تلك الجماعات والطوائف التي تتبع الفيدانتا، البهاكتي، وتيارات التانترا الهندوسية.
أحد جوانب الفلسفة الهندوسية والذي ينعكس في الملاحم هو مفهوم الأفاتار (ظهور الإله على الأرض). إن أهم أفاتارَين مذكورَين في النصوص الهندوسية للإله فشنو هُما راما بطل قصة رامايانا، وكريشنا بطل قصة مهابهاراتا. وخلافاً عن نظرة الآلهة في الفيدا سامهيتا، فإن الأفاتار دائماً مايكون لديه شخصية متطورة أكثر، فهو دائماً مُحب لكُل البشر.

## البهاغافاد غيتا

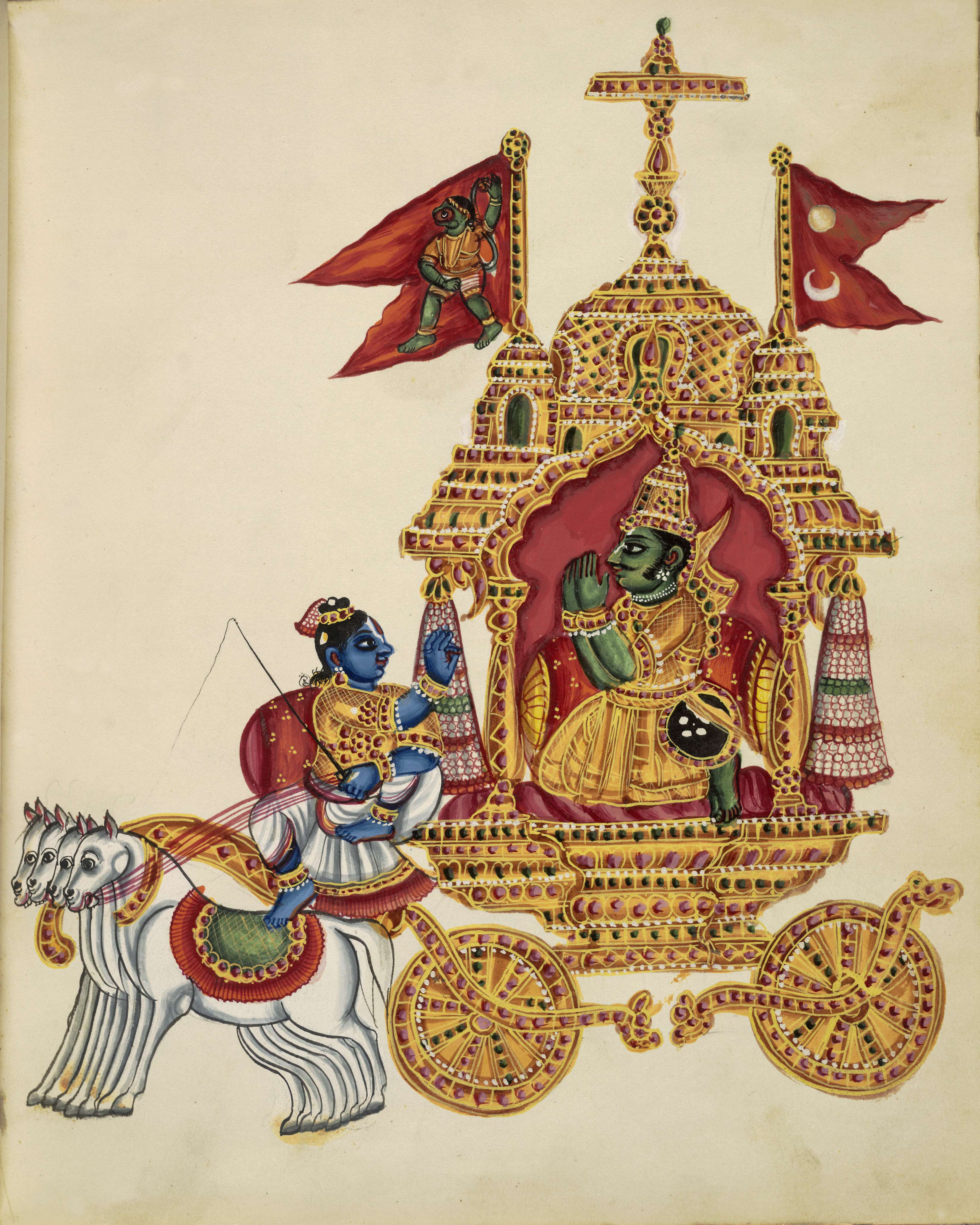
لوحة لكريشنا وأرجونا تعود للعام 1830 ميلادي.

البهاغافاد غيتا هي نص ديني هندوسي، عبارة عن 700 مقطع شعري والتي تُشكل جزء من الملحمة السنسكريتية القديمة (مهابهاراتا). يحوي هذا النص على مُحادثة بين الأمير أرجونا ومعلمه كريشنا، وتدور هذه المحادثة حول العديد من القضايا الفلسفية في الحياة والعقيدة. أخذت البهاغافاد غيتا ساحة الحرب مكاناً لحدوثها، والذي يرى العديد من الهندوس أنها تمثيل لصراعات الإنسان الأخلاقية والمعنوية. تُنادي الغيتا بألإثار وأخذ مواقف لصالح المجتمع ككل، والتي كان لها تأثير كبير على حركة الاستقلال الهندية بما فيها المهاتما غاندي؛ والذي وصف الغيتا على أنها «قاموس روحي».

## البوراناس
البوراناس هي عبارة عن مجموعة واسعة من الحكايات الرمزية التي وُثقت في في القرون الوسطى. يُعتبر ثمانية عشر منها على أنها ماهابورانا (البورانا العظيمى)، وهي المراجع الموثوقة عن الآلهة الهندوسية، الشعائر الدينية والأماكن الدينية (مُعظم الأماكن الدينية توجد في شبه القارة الهندية).

## تراتيل التيفرام الشيفية
التيفرام هي عبارة عن مجموعة من التراتيل البهاكتية الاستثنائية والمؤلفة منذ أكثر من (1200-1400) عام باللغة التاميلية من قبل ثلاثة من أتباع شيفا. وتعتبر هذه التراتيل هي المسؤولة الأساسية بنشر الاتجاه البهاكتي في جميع أنحاء الهند.

## تراتيل ديفيا براباندا
نالاييرا ديفيا براباندا (أو نالاييرا (4000) ديفيا براباندا)، وتُعتبر مجموعة إلهية مكونة من 4000 مقطع (نالاييرا باللغة التاميلية تعني 'أربعة آلاف')، والتي قد أُلفت قبل القرن الثامن الميلادي من قبل 12 من القديسيين الشعراء في تاميل نادو، وجُمعت بشكلها الحالي خلال القرن التاسع والعاشر. يُعتبر هذا العمل هو بمثابة إعلان قداسة القديسيين الشعراء الإثني عشر، وهذه التراتيل ما زالت تُغنى على نطاق واسع حتى يومنا هذا. وهذه التراتيل تقوم بتمجيد فيشنو بشكل حصري وبأشكاله الإثني عشر (فايشنافية). تُعتبر الديفيا براباندا مُساوية للفيدا في جنوب الهند، وخاصة تاميل نادو.

## نصوص هندوسية أُخرى
هُناك نصوص مقدسة هندوسية أُخرى، ومنها: كُتب البهاكتي (وهو مذهب حُب التقوى والإخلاص للإله) ومن أهم نصوصها رامايانا وغيتا غوفيندا (أغنية دينية تتعلق بحب كريشنا لمحبوبته). أيضاً كُتب آدي شانكارا والتي تُعد تفاسير وشرح للكتب الهندوسية. كُتب رامنوغا التسعة، بالإضافة إلى ديفي ماهاتمايا (قصة الإلهة ديفي، في أشكالها المتعددة).